# 大阪市立東淡路小学校
大阪市立東淡路小学校（おおさかしりつ ひがしあわじしょうがっこう）は、大阪府大阪市東淀川区にある公立小学校。

## 沿革
1922年に啓発尋常高等小学校（現在の大阪市立啓発小学校）分教場として西成郡西中島村大字柴島（現在の東淀川区柴島）に開設されたことが、学校の起源となっている。その後1925年に大阪市啓発第二尋常高等小学校として独立校となった。なお当時の名称「啓発」は、孔子の「論語」の一節に由来している。
開校当時の敷地は柴島浄水場の拡張用地として転用されることになり、1943年に現在地に移転した。

### 年表
- 1922年（大正11年） - 西成郡啓発尋常高等小学校分教場として開設。
- 1925年（大正14年）4月1日 - 西中島村が大阪市に編入。同時に独立校となり、大阪市啓発第二尋常高等小学校と称する。
- 1925年(大正14年)5月1日 - 新校舎での授業開始。この日を創立記念日とする。そのため、昭和時代は創立以来の年数と昭和の年数が一致していた。
- 1934年（昭和9年）9月21日 - 室戸台風の暴風雨により木造校舎が倒壊[1]。
- 1938年（昭和13年）4月1日 - 従来の校区の一部を、新設の大阪市菅原尋常小学校（現在の大阪市立菅原小学校）の校区へ分離。
- 1941年（昭和16年）4月1日 - 国民学校令により、大阪市東淡路国民学校に改称。
- 1943年（昭和18年）10月 - 現在地に移転。
- 1944年（昭和19年） - 豊能郡萱野村（現在の箕面市）に集団疎開。
- 1946年（昭和21年）4月1日 - 学制改革により、大阪市立東淡路小学校に改称。
- 1985年（昭和60年）1月 - 社会科の研究校に指定され、研究発表を実施。
- 1988年（平成元年）2月 - 道徳教育の研究校に指定され、研究発表を実施。
- 1999年（平成11年）11月 - 人権教育の研究校に指定され、研究発表を実施。

## 通学区域
- 大阪市東淀川区 東淡路1丁目-5丁目。
- 大阪市東淀川区 柴島1丁目の一部、柴島2丁目・3丁目の全域。

卒業生は大阪市立柴島中学校に進学する。

## 著名な卒業生
- 後藤輝基 - お笑いコンビフットボールアワー

## 交通
- 阪急電鉄（京都本線・千里線）淡路駅 南へ約500m。